# Eyres-Moncube
Eyres-Moncube är en kommun i departementet Landes i regionen Nouvelle-Aquitaine i sydvästra Frankrike. Kommunen ligger i kantonen Saint-Sever som tillhör arrondissementet Mont-de-Marsan. År 2022 hade Eyres-Moncube 347 invånare.

## Befolkningsutveckling
Antalet invånare i kommunen Eyres-Moncube
Referens:INSEE